# Calymperes
Calymperes är ett släkte av bladmossor. Calymperes ingår i familjen Calymperaceae.

## Dottertaxa tillCalymperes, i alfabetisk ordning[1]
- Calymperes aeruginosum
- Calymperes afzelii
- Calymperes armatum
- Calymperes asperum
- Calymperes bartramii
- Calymperes beccarii
- Calymperes boninense
- Calymperes boulayi
- Calymperes conterminum
- Calymperes couguiense
- Calymperes crassinerve
- Calymperes derelictum
- Calymperes disciforme
- Calymperes erosum
- Calymperes fasciculatum
- Calymperes glaziovii
- Calymperes graeffeanum
- Calymperes guildingii
- Calymperes guineense
- Calymperes hispidum
- Calymperes hyophilaceum
- Calymperes lamellosulum
- Calymperes levyanum
- Calymperes linearifolium
- Calymperes linguatum
- Calymperes lonchophyllum
- Calymperes loucoubense
- Calymperes mangalorense
- Calymperes meyeri
- Calymperes mitrafugax
- Calymperes motleyi
- Calymperes mussoriense
- Calymperes nanum
- Calymperes nicaraguense
- Calymperes noakhalense
- Calymperes norkettii
- Calymperes othmeri
- Calymperes palisotii
- Calymperes pallidum
- Calymperes platyloma
- Calymperes porrectum
- Calymperes proligerum
- Calymperes pulvinatum
- Calymperes pungens
- Calymperes pygmaeum
- Calymperes robinsonii
- Calymperes rubiginosum
- Calymperes rupestre
- Calymperes sakaranae
- Calymperes schmidtii
- Calymperes serratum
- Calymperes smithii
- Calymperes strictifolium
- Calymperes subintegrum
- Calymperes subserratum
- Calymperes subulatum
- Calymperes tahitense
- Calymperes tenerum
- Calymperes thomeanum
- Calymperes venezuelanum
- Calymperes woodii